# 今村武志
今村 武志（いまむら たけし、1880年（明治13年）11月2日 - 1960年（昭和35年）8月21日）は、日本の官僚、政治家である。
戦前日本の統治における要職を歴任した後、戦時下および終戦直後の仙台市長を務めた。

## 経歴
1880年（明治13年）、宮城県宮城郡多賀城村（当時）に、農家の長男として生まれる。学歴は、宮城県中学校、第二高等学校を経て、東京帝国大学法科卒業。
1908年（明治41年）に大学卒業後は、高級官僚として朝鮮総督府に入り要職を歴任し、黄海道知事にも就任した。1931年（昭和6年）、内地に戻り、1932年の齋藤内閣発足とともに樺太庁長官となって、1938年まで務めた。退職後には、日本拓殖協会理事に就任した。

## 仙台市長
1942年（昭和17年）8月、当時の仙台市長・渋谷徳三郎は4選への立候補を断念、各々対立していた仙台市会（市議会）各派は協議を行い、(1) 全会一致で推薦できる人物、(2) 仙塩合併・総合開発計画の継承者、(3) 仙台市に馴染みのある人物、を次期市長候補の条件として決定、宮城県出身の官僚数名を選定した。これによって交渉を受けた今村は市会の要請を受諾、同年9月15日に開かれた仙台市会は、拍手・満場一致にて今村の推薦を決定した。
戦時という厳しい状況下、知事や師団長よりも上位の位階勲等を持つ今村の市長就任に成功した仙台市会は、当初それを大いに喜んだ。また今村は、同時期の宮城県知事・東北地方総監であった丸山鶴吉、そして塩竈市長であった守屋栄夫とは、朝鮮総督府時代の同僚であり、これら三者の協力による市の発展が、市民・市会からは期待されていた。華麗な経歴とは裏腹に、地方自治に関しては全く経験がなかった今村だったが、就任後の1年間は市会の対応も好意的で平穏だった。しかしながら、1943年（昭和18年）末になると、市会の間から今村への批判が聞かれ始め、労力・資源不足からの行政の停滞、及び今村が市役所内部の昇格人事よりも外部からの幹部登用を重視したこと（元東京市下谷区長・池園哲太郎の助役就任など）による職員の士気の低下などが目立つようになった。
戦争末期から終戦後にかけては、仙台市民の間にも、銃後行政、及び戦災復興行政をめぐって、今村への不満が高まったが、市会が今村の辞職を公然と要求することは一度もなかった。1945年（昭和20年）8月に終戦を迎えると、市会と市長に対する市民の不満はさらに高まり、市会長は辞任した。1946年4月10日、衆議院議員選挙が行われたが、空襲や終戦に伴う混乱や市当局の不慣れ・不手際などによって、2,900名余りの有権者が選挙名簿から脱落してしまって投票が出来ない、という事態が発生、各投票所は大混乱した。今村は選挙翌々日の12日に辞表を提出、同選挙における失態の責任を取るとして市長職を辞任した。この素早い辞任は、今村が1945年の終戦時、及びその後の市議会との対立時から、それぞれ辞任の時期をうかがっていたためだともいわれる。
その後、公職追放となった。墓所は多磨霊園。

## 経歴
- 1925年（大正14年）8月 - 朝鮮・黄海道知事
- 1928年（昭和3年）3月 - 朝鮮総督府殖産局長
- 1929年（昭和4年）11月 - 朝鮮総督府内務局長
- 1932年（昭和7年）7月 - 樺太庁長官
- 1938年（昭和13年）6月13日 - 錦鶏間祗候被仰付[7]
- 1942年（昭和17年）9月 - 仙台市長

## 家族
- 父・今村常貞[8]
- 妻・助子(ますこ、1893年生) - 子爵萩原員種の娘、萩原員光の孫[9]

## 栄典
- 1940年（昭和15年）8月15日 - 紀元二千六百年祝典記念章[10]